# Henri Auguste Duval
Henri-Auguste Duval (28 de abril de 1777, Alençon - 16 de marzo de 1814, París) fue un médico y botánico francés.
Estudia medicina en la Universidad de París y obtiene su doctorado con una tesis sobre pirosis.
Su muerte prematura interrumpe una carrera que se presentaba brillante. Fue autor de Démonstrations botaniques, ou analyse du fruit, considéré en général (Paris, 1808); Plantae succulentae in horto Alenconio (1809); y de Essai sur le pyrosis ou fer-chaud (Paris, 1809). Enriquece la Double flore parisienne ou Description de toutes les plantes qui croissent naturellement aux environs de Paris (1813) de J.-D.Dupont.

## Honores
Adrian Hardy Haworth nombra el Gro. Duvalia de la familia Apocynaceae.
- La abreviatura «Duval» se emplea para indicar a Henri Auguste Duval como autoridad en la descripción y clasificación científica de los vegetales.[2]